# 유욱 (창오왕)
창오왕 유욱(蒼梧王 劉昱, 463년 3월 1일(음력 1월 26일) ~ 477년 8월 1일(음력 7월 7일))은 중국 남북조 시대 유송의 제7대 황제(재위 : 472년 ~ 477년)이다. 자는 덕융(德融)이며, 소자(小字)는 혜진(慧震)이다. 명제의 맏아들이다. 폐위당하여 시호가 없는 대신 후폐제(後廢帝)로 불리는데, 제5대 황제인 유자업 또한 폐제로 불리기 때문이다. 또한 창오왕(蒼梧王)으로 강등당해서 창오왕으로 불린다. 포악한 황제여서 그를 폐위하려 몇번의 반란이 일어났다.

## 생애
아버지 명제가 사망하자, 9살에 황제로 즉위 했다. 그러나, 어머니가 명제의 황후가 되기 전에 이도아(李道兒)의 첩이였다는 말이 있어, 이도아의 아들이라는 소문이 있었다고 한다.
잔혹한 성격이며, 어릴 적부터 자신의 명령에 따르지 않으면 때렸다.
즉위한 뒤 강주자사(江州刺史) 계양왕(桂陽王) 유휴범(劉休範)이 반란을 일으켰고, 남서주자사(南徐州刺史) 건평왕(建平王) 유경소(劉景素)는 경성(京城)을 거점으로 반란을 일으켰는데, 모두 소도성이 군사를 이끌고 가 격파했다. 반란이 평정된 뒤 정권은 소도성에게 돌아갔다.
살인을 좋아하고, 매일 같이 민가와 거리로 나와서 자신이 제작한 흉기를 가지고 닥치는 대로 사람을 죽이고, 살인을 하지 않았던 날은 괴로워하고 있었다고 하였다.
한 신하가 간언을 하자 옆에 있는 다른 장수에게 명해 간한 신하를 세로로 두 토막내게 하였다고 한다. 또한 승려를 납치하여 손수 몸을 조각내기를 즐겼고, 차하르 출신의 장군의 입에서 마늘 냄새가 난다고 해서 장군의 배에 뭐가 들었는지 궁금하다고 하여 호기심으로 장군의 배를 자르고, 우연히 지나간 임신한 여자가 신경이 쓰여 배를 찔렸다. 이 사건은 의사 서문백(徐文伯)이 바늘로 임산부의 배를 봉합하여 출산을 무사히 하였고, 이는 미수에 끝났다. 죄책감이 없고, 잔혹성을 가진 인물이었다. 또한 제4대 황제 효무제의 28명의 아들 중에 아버지 명제가 황족 16명을 죽였지만, 그가 남아 있는 황족 12명을 모조리 죽였다. 어느날 소도성이란 장수가 진영에서 웃통을 벗고 낮잠을 자고 있었는데, 배불뚝이인 모습을 보고, 배에다 붓으로 과녁을 그린 뒤 활로 쏘려 했다. 그때 옆에 있는 신하가 이 재밌는 것을 한 번만 하고 그만둘 것이냐며 화살촉 없는 화살로 쏘게 했다. 그 화살이 배에 맞자 소도성이 깨어나서 살려달라고 하자, 재미가 없다며 웃고 나갔다.
결국 그 뒤, 소도성은 477년 어느 날 밤에 신하들과 반란을 일으켰다. 한 측근이 황제는 늘 잠잘 때마다 베게 옆에 애지중지하는 단검을 놓고 잔다고 말해주자, 소도성은 그 단검을 이용해 목을 찔러 죽이고 다음날 유준을 옹립했다.

## 기년
| 후폐제      | 원년            | 2년        | 3년        | 4년        | 5년        |
| ----------- | --------------- | ---------- | ---------- | ---------- | ---------- |
| 서력 (西曆) | 473년           | 474년      | 475년      | 476년      | 477년      |
| 간지 (干支) | 계축(癸丑)      | 갑인(甲寅) | 을묘(乙卯) | 병진(丙辰) | 정사(丁巳) |
| 연호 (年號) | 원휘(元徽) 원년 | 2년        | 3년        | 4년        | 5년        |